# Yuebeituhua
Yuebeituhua of Shaozhoutuhua is een ongeclassificeerd Zuid-Chinees dialect. Dit dialect wordt gesproken in het noorden van de Chinese provincie Guangdong en de grensregio's daar vlakbij. Hierbij bedoelen we de regio tussen de Chinese provincies Guangdong, Guangxi en Hunan. Dit gebied waar Yuebeituhua wordt gesproken vormt een eiland tussen de omringende dialecten die behoren tot het Kantonees en Hakka (taal).
Het dialect is nog niet door wetenschappers geclassificeerd. Er wordt gezegd dat het dialect een Kantonees dialect is. Waardoor de mogelijke kwalificatief van hieronder ontstaat.
- Sino-Tibetaanse talen
  - Chinese talen
    - Kantonees
      - Yuebeituhua